# Richard Harlan (director)
Richard Harlan  Lima, Perú, 19 de abril de 1900 – South Laguna, condado de Orange, California, Estados Unidos, 20 de octubre de 1968 ) cuyo nombre real era Richard Bouillon Garlan, fue un director de cine que realizó su actividad en Argentina y Estados Unidos.

## Historia personal
Cuando nació, su padre era un diplomático acreditado como agregado en la embajada de Estados Unidos en Perú que, cuando Richard tenía 3 años fue trasladado a La Habana, Cuba. En esta ciudad asistió al Colegio La Salle y a los 15 años ingresó en la Academia Militar Clason Point en la ciudad de Nueva York. Dos años después se incorporó a la Universidad de Pensilvania en la que cursó medicina por tres años para luego estudiar escultura con la conducción de reconocidos artistas como Gutzon Borglum y Paul Manship. Por intermedio de Richard Barthelmess consiguió su primer trabajo como primer asistente de dirección en el filme mudo The Bright Shawl, un drama histórico dirigido por John S. Robertson que fue filmada parcialmente en Cuba y que se estrenó en 1923.

## Actividad en el cine
En 1930 dirigió varias películas habladas en español para la productora Fox. En 1940 viajó a Argentina, donde dirigió cuatro películas, finalizando allí su carrera en el cine. 

## Filmografía
Director
- Mamá Gloria  (1941) (Argentina)
- Cuando canta el corazón  (1941)  (Argentina)
- El susto que Pérez se llevó  (1940)  (Argentina)
- De Méjico llegó el amor   (1940) (Argentina)
- El rancho del pinar  (1939) (Estados Unidos)
- Mercy Plane (1939) (Estados Unidos)
- Papa soltero  (1939) (Estados Unidos)
- El trovador de la radio  (1938) (Estados Unidos)
- La viuda quería emociones  (1935) (Estados Unidos)
- Odio  (1933) (Estados Unidos)
- Camino del infierno  (1931) (Estados Unidos)
- En nombre de la amistad  (1930) (Estados Unidos)